# Hedwig Rüdiger
Hedwig Pauline Marie Henriette Rüdiger (* 25. Juli 1867 in Neuruppin; † 24. März 1943 in Berlin) war eine Postsekretärin, Frauenrechtlerin und Gründerin des Verbands der Deutschen Reichs-Post- und Telegrafenbeamtinnen. Sie engagierte sich für die Errichtung von Wohnungen für allein lebende, berufstätige Frauen. Nach ihr wurde das Hedwig-Rüdiger-Haus benannt.

## Biografie
Sie wurde als Tochter von Marie Luise Friederike Günther (1840–?) und dem Kaufmann Heinrich Wilhelm Michael Rüdiger (1839–1903) geboren. Hedwig Rüdiger wohnte viele Jahrzehnte bis zu ihrem Tod in der Schönhauser Allee 146a, an der Ecke zur Kastanienallee. Unter dieser Adresse hatten schon ihre Eltern gewohnt. Sie arbeitete als Telegraphen-Assistentin sowie als Telegraphengehilfin und blieb entsprechend des damals für Frauen geltenden Beamtenzölibats unverheiratet.
Hedwig Rüdiger war seit 1907 Vorsitzende des einflussreichen Berliner Berufsverbandes der Post- und Telegrafenbeamtinnen. Sie unterstützte vor 1910 die Koordination der lokalen Verbände im Deutschen Reich und erhob mit der Berliner Verbandszeitung seit 1908 den Anspruch, die „Gesamtinteressen der Verkehrsbeamtinnen Deutschlands“ zu vertreten. Der Berliner Verein lud unter ihrer Leitung im Oktober 1910 zu einer Beratung über einen Dachverband ein. Im Februar des Jahres 1912 schlossen sich 34 Ortsvereine zum Verband der Deutschen Reichs-Post- und Telegrafenbeamtinnen zusammen.

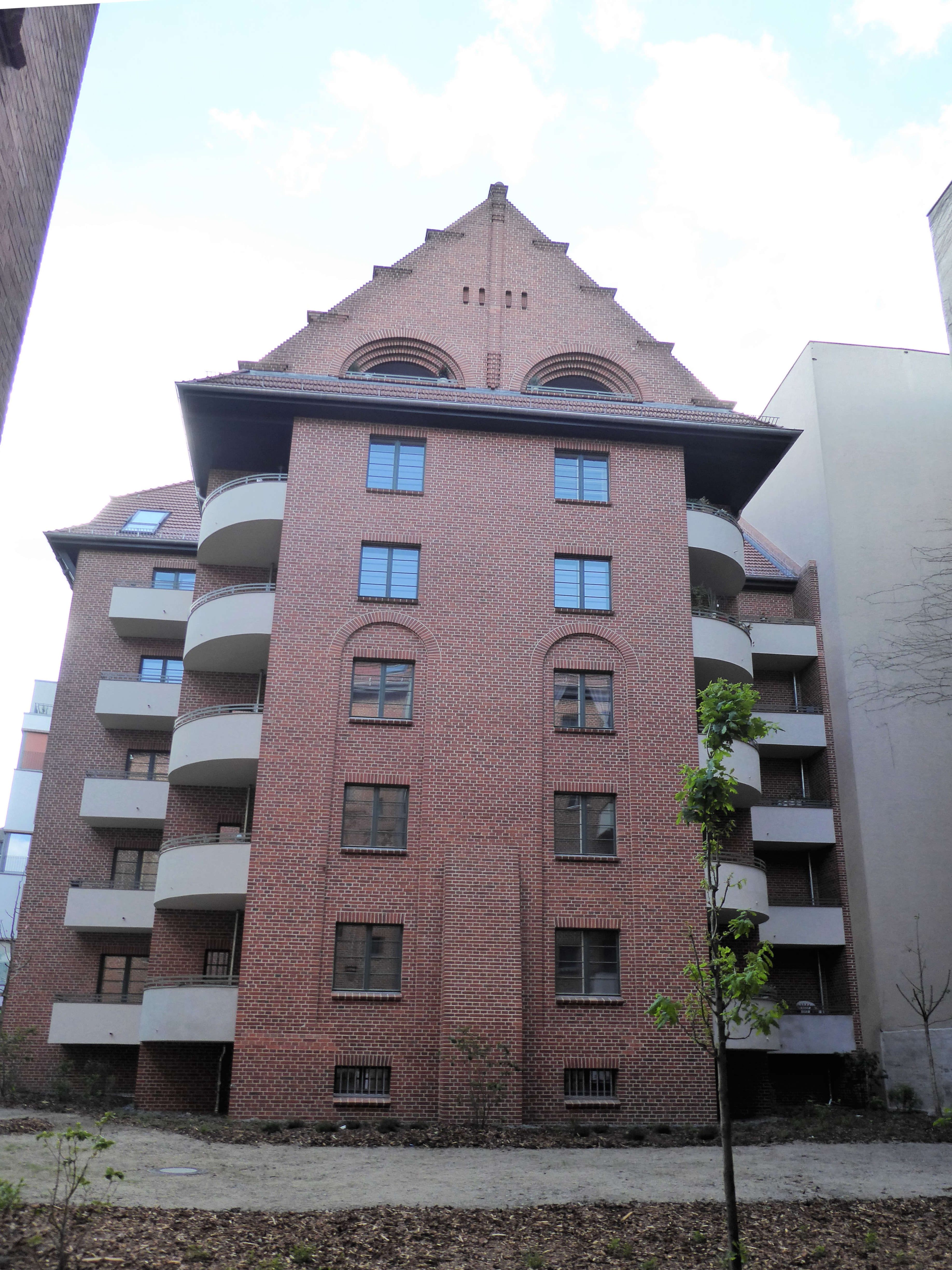
Hedwig-Rüdiger-Haus

Schon 1914 gehörte Hedwig Rüdiger mit Caecilie Seler-Sachs und Elisabeth von Knobelsdorff zur Leitung zur Genossenschaft Die Frauenwohnung. Die Genossenschaft war aus der Vereinigung für moderne Frauenwohnungen hervorgegangen. Ziel war, in Berlin angemessenen Wohnraum für berufstätige, allein lebende Frauen zu schaffen, die sich keine abgeschlossene Etagenwohnung leisten konnten. Sie war ebenfalls Ausschussmitglied des Wohnungsausschusses der Arbeitsgemeinschaft der Berufsorganisationen im Bund Deutscher Frauenvereine. In dieser Funktion war sie an der Formulierung des Merkblatts des Bundes Deutscher Frauenvereine zur Bekämpfung der Wohnungsnot aus dem September 1927 beteiligt. Rüdiger war Initiatorin und Leiterin des später nach ihr benannten Hedwig-Rüdiger-Hauses. Die Wohnanlage in Berlin-Charlottenburg diente als Wohnhaus für Post- und Telegrafenbeamtinnen und wurde ab 1925 bezogen.
Rüdiger engagierte sich in der Deutschen Volkspartei (DVP), einer Partei, deren Führungsspitze dem Frauenwahlrecht gegenüber negativ eingestellt war. Im Frühjahr 1920 wurde sie Beisitzerin im 1919 gegründeten Reichsfrauenausschuss. Dieses Parteigremium sollte neben dem Rechnungs-, Organisations- und Presseausschuss der Parteiführung jeweils wie ein Beirat zur Seite stehen. Zu den Mitgliedern des Reichsfrauenausschusses gehörten Clara Mende als Vorsitzende und Katharina von Kardorff-Oheimb als zweite Vorsitzende. Bei den Reichstagswahlen 1920 stand Rüdiger auf dem vierten Listenplatz der DVP im Reichstagswahlkreis 2 (Berlin). Gewählt wurden Wilhelm Kahl und Hans von Raumer. Sie war nach Wilhelm Benecke lediglich zweite Nachrückerin.
Der Verband der Deutschen Reichs-Post- und Telegrafenbeamtinnen wurde 1933 im Rahmen der Gleichschaltung aller Beamtenorganisationen aufgelöst. Im amtlichen Fernsprechbuch für Berlin und Umgegend aus dem Jahr 1932 wurde Rüdiger noch als erste Vorsitzende des Verbands eingetragen; im Band von 1936 wurde sie als Telefon-Sekretärin im Ruhestand geführt.
Sie verstarb im Alter von 75 Jahren im Sankt-Hedwig Krankenhaus in Berlin an einem Herz-Kreislaufleiden.

## Schriften
- Die Frau in der Postverwaltung. Ein Wegweiser zur Berufsberatung, Verband der deutschen Reichs-Post- und Telegraphenbeamtinnen e.V., Verlag Sommer, 1912.
- Gesundheitliche Fürsorge in den Reihen der Fernsprech-, Telegraphen- und Postcheckbeamtinnen, in: Vierteljahresschrift Deutscher Ärztinnen, Jahrgang 1924/25, Heft 6, S. 173.